# محمد فرهادي
محمد فرهادي (1 يناير 1949) طبيب وسياسي إيراني.

## مناصبه
- وزير سابق للعلوم من 26 نوفمبر 2014 حتى 20 أغسطس 2017.
- رئيس جمعية الهلال الأحمر في جمهورية إيران الإسلامية من 2013 إلى 2014.
- وزير الصحة من 1997 إلى 2001 في حكومة محمد خاتمي.
- وزير الثقافة والتعليم العالي من 1985 إلى 1989 في الحكومة الثانية لمير حسين موسوي.
- رئيس جامعة طهران في عام 1985.
- نائب رئيس جمعية الهلال الأحمر في إيران في أوائل عقد الثمانينات من القرن العشرين.